# Harposporium anguillulae
Harposporium anguillulae (anamorfe vorm) is een van de meest voorkomende endoparasitaire, nematofage schimmels, die behoort tot de orde Hypocreales van de ascomyceten. Ze infecteren rondwormen van het geslacht Rhabditis. De teleomorfe vorm zou Atricordyceps harposporifera (synoniem: Podocrella harposporifera) zijn.
De sikkelvormige, iets schroefvormige 5 - 14 × 1 - 1,5 µm grote mitosporen, die gevormd worden aan de fialiden op de conidioforen, worden opgenomen door de mond van de rondworm. Ze schroeven zich met de scherpe punt vast in het farynxweefsel van de nematode, waar ze kiemen en verder naar binnen groeien en een dikwandig mycelium vormen. Het mycelium lost het weefsel van het verteringsorgaan op. Dunwandige hyfen groeien vervolgens door het cuticulum naar buiten en vormen de conidoforen met 1 - 5 conidia per conidiofoor. In de rondworm worden vaak  4 - 6,6 × 3,5 - 7 grote chlamydosporen gevormd.